# Pronotocrepis
Pronotocrepis is een geslacht van wantsen uit de familie van de Miridae (Blindwantsen). Het geslacht werd voor het eerst wetenschappelijk beschreven door Knight in 1929.

## Soorten
Het genus bevat de volgende soorten:

- Pronotocrepis clavicornis Knight, 1929
- Pronotocrepis ribesi Knight, 1969
- Pronotocrepis ruber Knight, 1969